# 华柔毛报春
华柔毛报春（学名：Primula sinomollis）为报春花科报春花属下的一个种。

## 扩展阅读
- 維基物種上的相關：华柔毛报春